# Angol utca
Az Angol utca Budapest XIV. kerületének egyik mellékutcája. A Kalapács utca és a Bosnyák utca között húzódik. Nevét 1879-ben kapta.

## Története
Hivatalosan 1879-ben kapta nevét, ekkor a VII. kerülethez tartozott. Eredetileg a Bosnyák utca és az Egressy út között húzódott, majd 1900-től a Kerepesi útig tartott. 1935. június 15-én az újonnan létrehozott XIV. kerület része lett. 1961 és 1991 között az Egressy út és a Mogyoródi út közötti rész Derkai utca volt Derkai Nándor (1906–1945) munkásmozgalmi aktivista után, aki a budapesti harcokban szovjet oldalon halt hősi halált. Napjainkban a Kalapács utca és Bosnyák utca között húzódik és Kiszugló illetve Nagyzugló városrészhez tartozik. Az utca hosszának változása miatt többször átszámozásra kerültek a házak.

### Híres lakói
- Del Medico Imre (1923–2019) jogász, közíró, sajtólevelező (11.)[1]
- Nagy László (1925–1978) Kossuth-díjas költő, műfordító, grafikus (16.)[2]
- Szécsi Margit (1928–1990) József Attila-díjas költő (16.)[2]

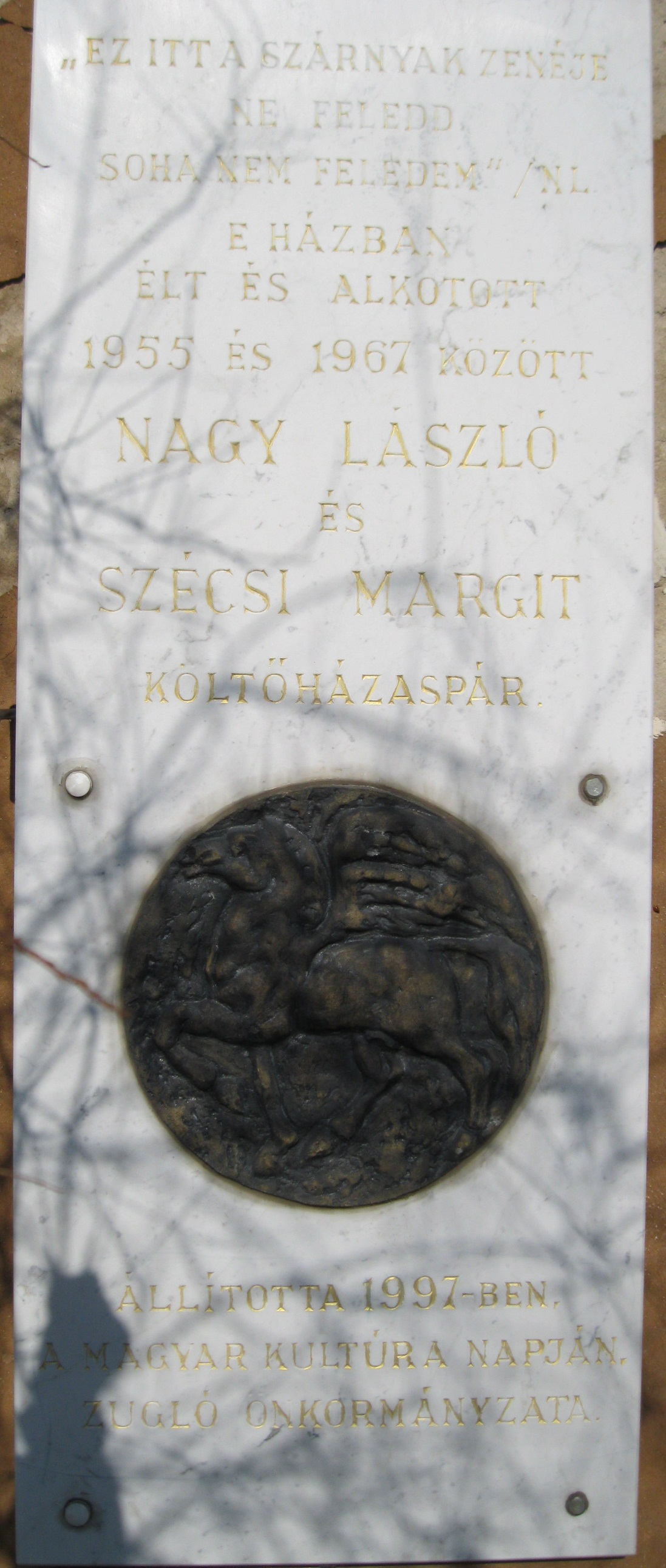

## Épületei
36. – Danuvia Szerszám és Készülékgyár
A Danuvia céget 1920-ban alapították kereskedelmi tevékenységre. 1923-ban alakult át ipari és kereskedelmi vállalattá Gebauer Ferenc automata géppuska találmánya miatt. Ebben az időben többek között motorkerékpár-gyártással, vas- és fémmegmunkálással foglalkoztak. 1929-ben vásárolták a zuglói telket, ahol 1932-ben indult meg a termelés. A Gömbös-kormány alatt titkos fegyvergyártással kezdett foglalkozni a cég. Az 1938-as győri program keretében is jelentős hadi megrendelést kapott a vállalat. 1944–45-ben Budapest ostroma nem okozott jelentős kárt a gyárban, amelyet 1948-ban államosítottak. 1954 és 1966 között itt gyártották a Danuvia motorkerékpárt. 1992-ben a gyáregységek önállósultak.
44. – Zuglói Római Katolikus Egyházközség bérháza – egykori Zuglói mozi
1929-ben épült háromemeletes bérház Zombory József tervei alapján a Zuglói Római Katolikus Egyházközség részére. A házon található Szent Antal szobor után Szent Antal-ház néven is ismert. Az épületben rövid ideig színházterem is működött, majd a helyét mozi vette át, ami később Zugló mozi néven volt ismert. A mozi az 1990-es évek elején megszűnt. Külföldi befektetők vették meg, akik először elkezdték átalakítani, de a bejárati rész részleges bontása után ezt abbahagyták, és abban az állapotban hagyták leromlani. 2011-ben megvette a Szabadkeresztény Egyház, felújították és gyülekezeti célra használják.
65. – Hír Televízió épülete
1950-es évektől a rendszerváltozásig a Danuvia Művelődési Ház működött itt. 1989-től a Nap TV székházaként funkcionált, napjainkban a Hír TV székhelye van itt.
67. – egykori Diana Rt.
1904-ben alapította a Magyar Érték- és Iparbank a Diana Ipari és Kereskedelmi Rt.-t áruüzletének átvételére. 1910-ben megvásárolták Erényi Béla gyógyszerész sósborszesz és kozmetikai üzletét. Az itt gyártott Diana sósborszeszt világszerte értékesítették. 1925-től csokoládé- és cukorkaáruk előállításával is foglalkoztak. 1948-as államosításakor a Budapesti Likőripari Nemzeti Vállalathoz került, de hamar visszanyerte önállóságát és Zuglói Édesipari Vállalat néven folytatta tovább tevékenységét. 1956 után a Budapesti Csokoládégyárhoz került. Ekkorra a termelőeszközök teljesen elavultak és a termelés az 1960-as években fokozatosan megszűnt.
75. – egykori Gárdonyi Géza Általános Iskola (korábban Angol utca 25.)
1891-ben Jókuthy Sándor hozta létre itt első hatosztályos elemi iskolát, melyek később igazgatója is lett. Az iskolaépület 1895-ben készült el addig a Bosnyák utcában bérelt helyiségekben folyt a tanítás. 1948-ban nyolc osztályos általános iskola lett. 1960-ban Zalka Máté nevét vette fel az intézmény. 1977-től testnevelési tagozat működött az iskolában. 1991-ben Gárdonyi Géza Általános Iskola lett a neve. 2007 óta a Madách Tánc- és Színművészeti Szakgimnázium és Alapfokú Művészeti Iskola működik az épületben. 1968-ban az iskola udvarán forgatták a Bors televíziós sorozat első epizódjának az iskolai jeleneteit.
79. – egykori Drégely-ház (korábban Angol utca 29.)
1903-ban épült a Szent Domonkos rend rendházának. A rend feloszlatása után, 1948-ban Drégely Dezsőné tanítónő tulajdona lett, ezért Drégely-házként is ismert.